# Брід (Хустський район)
Брід (місц. Брÿд) — село в Україні, в Іршавській міській громаді Хустського району Закарпатської області, колишній центр сільської ради.
Межує із селами: Дешковиця, Загаття, Підгірне, Ільниця, Арданово і містом Іршава.
Населення — 2 384 чоловік (станом на 2001 рік).

## Історія
Перші поселенці прийшли в сиву давнину. Про це свідчать археологічні розкопки, є багато знахідок неоліту, мідно-бронзової доби. На околиці села височать нерозкопані, недосліджені кургани.
В урочищі Ферма, праворуч від дороги Броди — Чорний потік, відомий курган.
Перша згадка про село 1264 рік коли село Borod було подароване князівною Аною для родини Лвенек і синів на ім'я Фудур та Іштван. У 1264 році королева Елізабета підтвердила дарунок, а в 1270 році король Іштван V.
У цьому випадку топоніміка розкриває значення назви села. Є підтвердження даними археологічної науки, що на вершині Стремтури було знайдено залізоробний центр. В його складі було 30 доменних печей.
У XVIII—XIX ст. громада селища мала власну символіку — печатку з зображенням увінчаного короною норманського (гостроконечного) щита, на якому — вовк, що біжить у правий геральдичний бік.
На даний час в Львівському музею архітектури та побуту «Шевченківський гай» знаходиться подвір'я Огаря Івана Семеновича (1893—1973 рр.) який проживав в селі Брід. В 1975 році до фонду музею було передано комплекс будівель, а саме: хата, кошниця, хлів, літня піч, бджолярня, комора, хлівець.
В селі збереглася стара синагога та єврейське кладовище.

## Населення
Згідно з переписом УРСР 1989 року чисельність наявного населення села становила 2120 осіб, з яких 996 чоловіків та 1124 жінки.
За переписом населення України 2001 року в селі мешкали 2382 особи.

### Мова
Розподіл населення за рідною мовою за даними перепису 2001 року:
| Мова       | Відсоток |
| ---------- | -------- |
| українська | 99,45 %  |
| російська  | 0,42 %   |
| угорська   | 0,08 %   |
| білоруська | 0,04 %   |

## Відомі особистості
В селі народився:
- Сак Юрій Михайлович — український вчений, доктор філологічних наук.

## Галерея

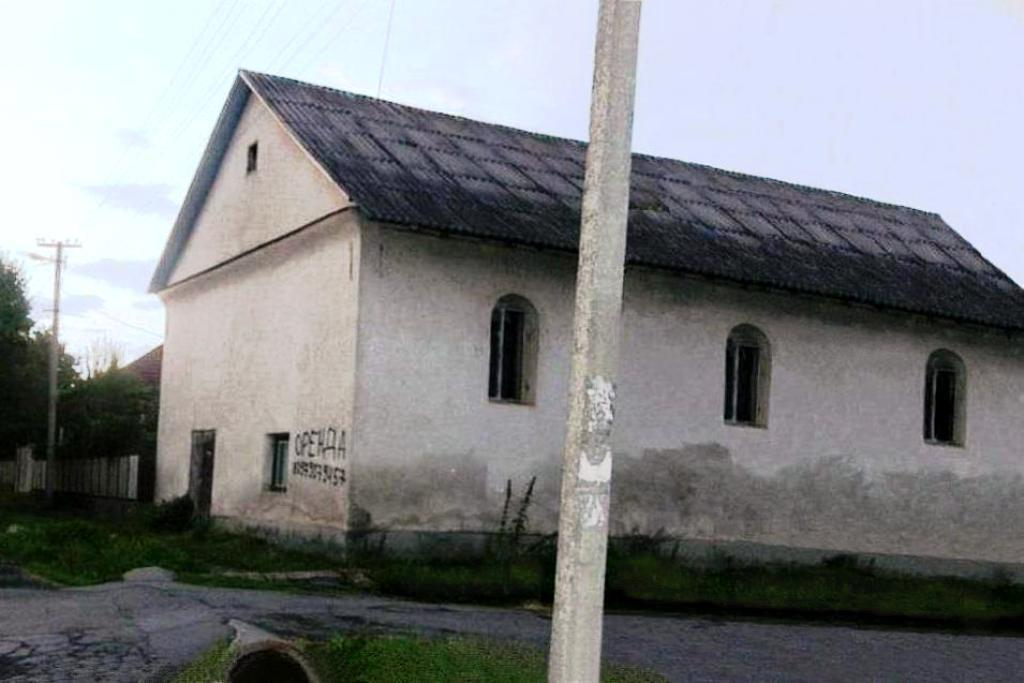
Колишня синагога
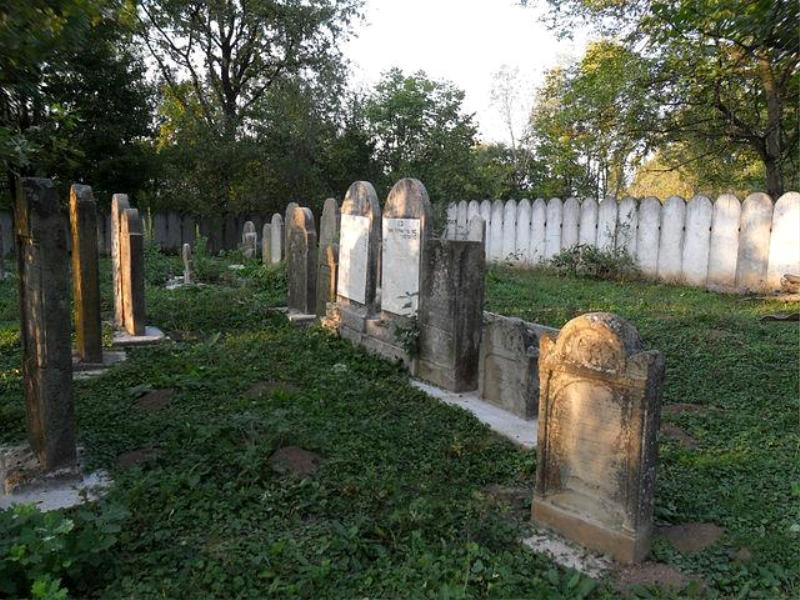
Єврейське кладовище
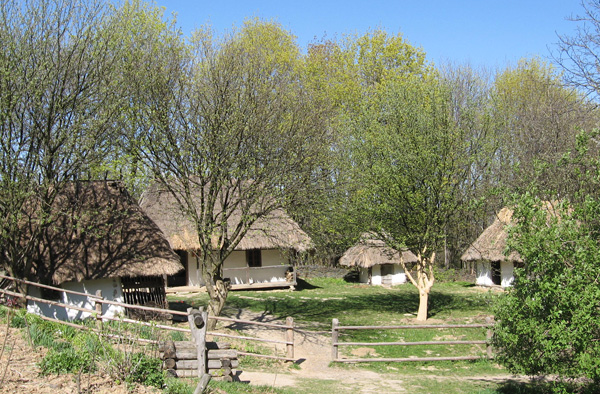
Комплекс будівель села Брід в Львівському музею архітектури та побуту "Шевченківський гай"